# Adjumani
Adjumani è un centro abitato dell'Uganda, situato nella Regione settentrionale.